# Pierre-Michel Menger
Pierre-Michel Menger (* 1953 in Paris) ist ein französischer Soziologe und seit Januar 2014 Professor für die Soziologie kreativer Arbeit am Collège de France sowie an der Elitehochschule École des hautes études en sciences sociales (EHESS) in Paris.

## Leben
Er war zuvor Forschungsdirektor am Centre national de la recherche scientifique (CNRS) an der Universität Paris V und Studiendirektor an der École des Hautes Études en Sciences Sociales, Paris. Seit 2010 ist er Mitglied der Academia Europaea.
Seine Arbeits- und Forschungsschwerpunkte sind die Kunstsoziologie, die Kunstmärkte und die Bewertungssysteme für Kunst sowie die Arbeit und die Beschäftigung im Bereich der Künste und der Kultur.
In seiner Schrift „Kunst und Brot“ (im Original Métamorphoses du capitalisme) vertritt er die These, dass der Künstler zum Prototyp und Idealbild des zeitgemäßen, flexiblen und kreativen Arbeitnehmers geworden sei.

## Schriften (Auswahl)
- Economics of the arts: selected essays (mit Victor Ginsburgh). Elsevier, Amsterdam/New York 1996.
- Artistic Labor Markets and Careers. In: Annual Review of Sociology. 25. Jg. 1999, S. 541–574.
- Profession artiste: Extension du domaine de la création. edition textuel 2005 – ISBN 2-84597-161-3.
- Kunst und Brot. Die Metamorphosen des Arbeitnehmers. UVK Verlagsgesellschaft, Konstanz 2006 – ISBN 978-3-89669-664-9.
- The Economics of Creativity. Art and Achievement under Uncertainty. Harvard University Press, Cambridge 2014 – ISBN 978-0674724563.